# Achterom
Achterom is een oud woord waarvan de betekenis zeer afhangt van de context waarin het wordt gebruikt. Een algemene omschrijving als via de achterzijde doet er geen recht aan. Vooral in de steden in de Randstad en de Veluwe wordt het woord al sinds eeuwen gebruikt als straatnaam. Het wijst dan vaak op de achtertoegang van winkels en andere panden.

## Straatnamen
Er zijn nog enkele steden waar straten de naam Achterom hebben, bijvoorbeeld in Harderwijk, Den Haag, Dordrecht, Hilversum, Hoorn en Barendrecht. Vaak werden steegjes in oude binnensteden genoemd naar woorden uit het dagelijks taalgebruik zoals voorzetsels, maar in Arnhem daarentegen is het Onderlangs een grote doorgaande verkeersroute langs de Nederrijn. Ook in Hilversum is de Achterom geen smalle steeg.

## Seksuele handeling
Achterom is een benaming voor anale seks. Een synoniem is achterlangs.